# 加德納山
加德納山是南極洲的山峰，位於紐西蘭羅斯屬地，屬於毛德王后山脈的一部分，海拔高度2,480米，該山峰是一座山脊狀花崗岩山，1934年12月由奎因·布萊克本 (Quin Blackburn) 領導的美國探險隊發現，由南極條約體系管理。